# Батальонный комиссар
Батальо́нный комисса́р — в ВС СССР специальное воинское звание для старшего военно-политического состава Красной Армии и Флота в 1935—1942 гг. Введено постановлениями ЦИК И СНК СССР от 22 сентября 1935 года одновременно с другими персональными воинскими званиями. Предшествующее звание — старший политрук, следующее по рангу — старший батальонный комиссар. Соответствовало воинскому званию майор.
Для звания батальонный комиссар был установлен знак различия в виде двух прямоугольных «шпал» в петлицах, без эмблемы рода войск (до 30 июля 1940 года, и с эмблемой рода войск после 30 июля 1940 года), и общая для политработников всех званий красная звезда с серпом и молотом, нашитая на обоих рукавах выше обшлага (1 августа 1941 года ношение таких нашивок было отменено).
Решением ГКО от 9 октября 1942 года институт военных комиссаров был ликвидирован, и все комиссары получили армейские и флотские звания на ступень или несколько ниже.
| младшее звание: Старший политрук | Батальонный комиссар | старшее звание: Полковой комиссар                                    |
| младшее звание: Старший политрук | Батальонный комиссар | старшее звание после 30 июля 1940 года: Старший батальонный комиссар |